# Port lotniczy Pemba
Port lotniczy Pemba (port. Aeroporto Pemba, IATA: POL, ICAO: FQPB) – port lotniczy zlokalizowany w Pembie, w Mozambiku.

## Linie lotnicze i połączenia
| Linia Lotnicza          | Kierunek                                                       |
| ----------------------- | -------------------------------------------------------------- |
| Airlink                 | 1. Johannesburg                                                |
| Ewa Air                 | 1. Dzaoudzi                                                    |
| LAM Mozambique Airlines | 1. Beira 2. Dar es Salaam 3. Johannesburg 4. Maputo 5. Nairobi |